# Branko Grčić
Branko Grčić, né le 16 avril 1964 à Knin, est un homme politique croate, membre du Parti social-démocrate de Croatie (SDP). Il est vice-président du gouvernement croate et ministre du Développement régional et des Fonds communautaires.

## Biographie

### Études et vie professionnelle
Il termine ses études secondaires en 1982 à Knin et intègre alors la faculté de sciences économiques de l'université de Split, dont il ressort diplômé en 1987. Il y devient aussitôt chercheur, puis professeur à partir de 1997.

### Carrière politique
Il adhère, deux ans plus tard, au Parti social-démocrate de Croatie, dont il est nommé membre du comité central. Aux élections législatives de 2007, il est élu député à la Diète. À la suite des élections législatives du 4 décembre 2011, il devient vice-président du gouvernement croate et ministre du Développement régional et des Fonds communautaires le 23 décembre suivant.